# Municipio de Laurel (Ohio)
El municipio de Laurel (en inglés: Laurel Township) es un municipio ubicado en el condado de Hocking en el estado estadounidense de Ohio. En el año 2010 tenía una población de 1166 habitantes y una densidad poblacional de 11,74 personas por km².

## Geografía
El municipio de Laurel se encuentra ubicado en las coordenadas 39°30′8″N 82°34′32″O / 39.50222, -82.57556. Según la Oficina del Censo de los Estados Unidos, el municipio tiene una superficie total de 99.31 km², de la cual 99,22 km² corresponden a tierra firme y (0,09 %) 0,09 km² es agua.

## Demografía
Según el censo de 2010, había 1166 personas residiendo en el municipio de Laurel. La densidad de población era de 11,74 hab./km². De los 1166 habitantes, el municipio de Laurel estaba compuesto por el 99,23 % blancos, el 0,09 % eran amerindios, el 0,09 % eran asiáticos y el 0,6 % eran de una mezcla de razas. Del total de la población el 0,69 % eran hispanos o latinos de cualquier raza.